# Black Country Communion
Black Country Communion (zkráceně BCC) je americká hardrocková superskupina založená v Los Angeles v Kalifornii. Založili ji v roce 2009 baskytarista a zpěvák Glenn Hughes spolu s kytaristou a zpěvákem Joe Bonamassa. Na radu producenta skupiny Kevina Shirleyho mezi sebe přibrali ještě bubeníka Jasona Bonhama a klávesistu Dereka Sheriniana. Název skupiny Black Country Communion pochází z termínu Black Country, což je část anglického regionu West Midlands, kde Hughes a Bonham vyrůstali.
První studiové album Black Country kvartet vydal v září 2010. V červnu 2011 následovalo album 2, na něž téhož roku navázalo evropské turné. Své třetí a poslední album nazvané Afterglow kapela vydala v říjnu 2012. Zvuk kapely připomíná populární klasické rockové skupiny sedmdesátých let, což odráží Hughesovu dřívější kariéru, stejně jako fakt, že Bonhamův otec působil ve skupině Led Zeppelin.
V březnu 2013, po měsících veřejně známého napětí mezi členy skupiny, Bonamassa oznámil svůj odchod ze skupiny; rovněž řekl, že mu není známo, zda skupina bude pokračovat s jiným kytaristou, nebo se rozpadne. O několik dní později Hughes potvrdil, že skupina ukončila svou činnost a naznačil, že bude v práci s Bonhamem a Sherinianem pokračovat pod jiným názvem. Sherinian se později stal členem doprovodné skupiny Joea Bonamassy a Hughes s Bonhamem založili novou skupinu nazvanou California Breed, ve které je doplnil kytarista Andrew Watt.
V dubnu 2016, poté, co se Hughes a Bonamassa usmířili, skupina ohlásila na rok 2017 reunion, během něhož vydala své čtvrté album.

## Historie

### Vznik a první album (2009–2010)
Baskytarista Glenn Hughes, někdejší člen skupin Deep Purple, Black Sabbath a Trapeze, a kytarista Joe Bonamassa, který dříve působil v kapele Bloodline a později se stal uznávaným sólovým umělcem, se poprvé setkali v roce 2006 na hudebním veletrhu NAMM Show v kalifornském Anaheimu. Nedlouho poté se dvojice sešla v Hughesově studiu v Hollywoodu s nápadem, že by v budoucnu mohla tvořit novou hudbu společně. Bonamassa v té době rovněž spolupracoval s Jasonem Bonhamem, který na doporučení producenta Kevina Shirleyho nahrál bicí party pro kytaristovo páté sólové album You & Me. Hughes se s Bonamassou setkal tři roky poté, v listopadu 2009, kdy spolu vystoupili na festivalu House of Blues pořádaném společností Guitar Center v Los Angeles. Při představení zahráli například písně od skupiny Trapeze („Medusa“) či Deep Purple („Mistreated“). V tomto okamžiku se dvojice rozhodla, že spolu založí skupinu. Myšlenku, že sestavu doplní Jason Bonham (působil ve skupinách UFO, Foreigner a dalších) a klávesista Derek Sherinian (ten dříve vystupoval s Planet X, Dream Theater a dalšími), Bonamassovi navrhl Shirley. Ještě předtím však Hughes a Bonamassa zvažovali, zda místo klávesisty nepřijmout druhého kytaristu.
Kvartet spolu poprvé vystoupil během přídavku při Bonamassově koncertu v kalifornském městě Riverside dne 17. března 2010. Zahráli zde novou píseň „One Last Soul“ a „Burn“ od Deep Purple. V té době se však skupina ještě nejmenovala Black Country Communion; až do května toho roku zůstala bezejmenná. Původně se měla jmenovat jednodušeji, a sice Black Country, ale to si členové rozmysleli poté, co jim právníci zastupující stejnojmennou skupinu pohrozili žalobou. Hughes později řekl, že druhá kapela pocházela z Baltimoru v Marylandu a požadovala 500 000 dolarů za práva na užívání tohoto názvu.

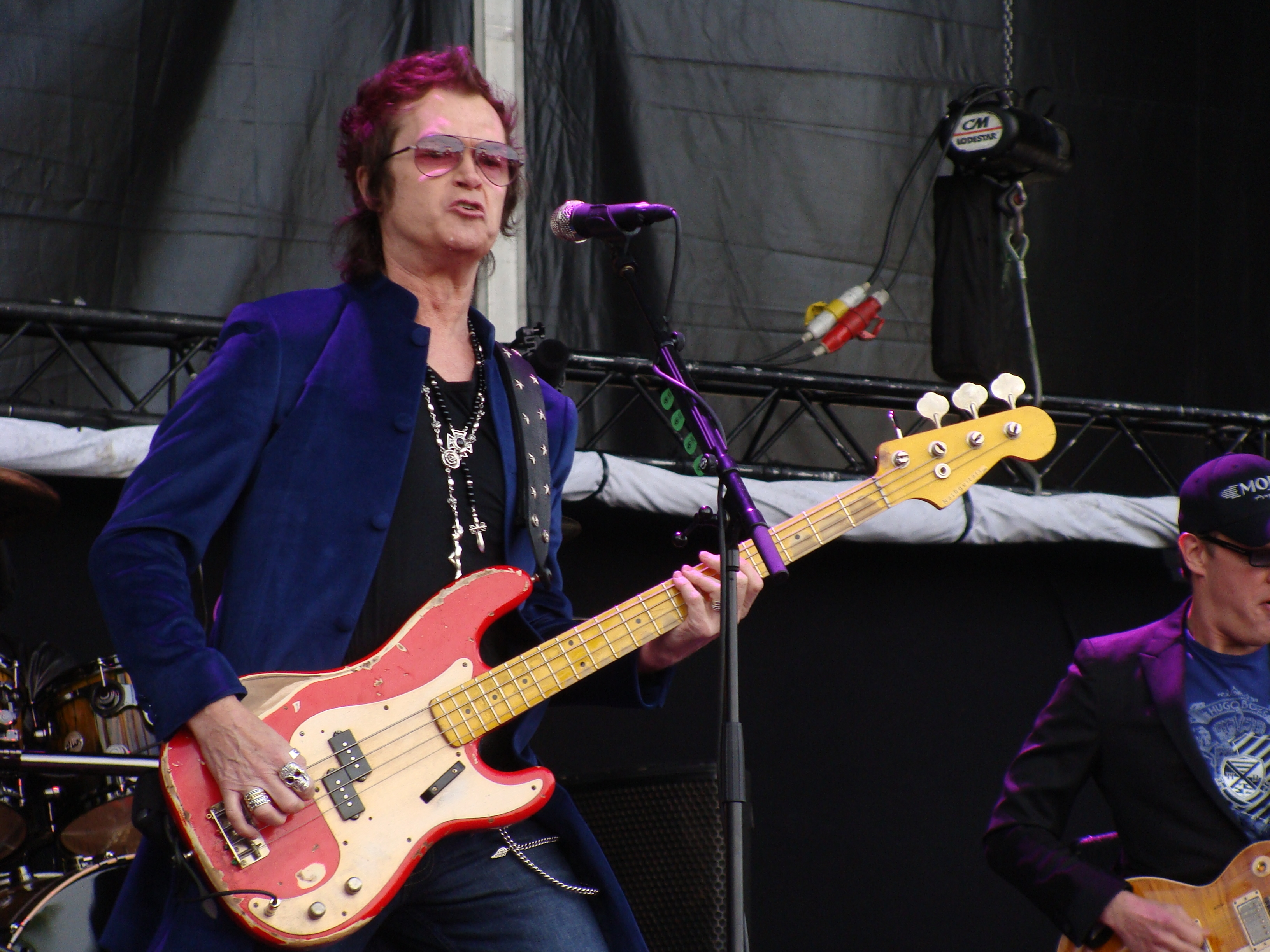
Glenn Hughes

Své první album kapela nahrála v losangeleském studiu Shangri-La Studios na počátku roku 2010 a jeho vydání bylo ohlášeno na září toho roku, kdy mělo vyjít u vydavatelství Mascot Music v Evropě a J&R Adventures v Severní Americe. Hughes styl hudby na albu přirovnal ke skupinám Deep Purple a Black Sabbath, v nichž dříve působil, stejně jako k Led Zeppelin. Studiová verze skladby „One Last Soul“, která byla první veřejně představenou písní skupiny, byla poprvé představena na anglické rozhlasové stanici Planet Rock dne 2. srpna 2010. Stejnou píseň skupina 10. srpna toho roku uvolnila k bezplatnému stažení z internetu ze svých oficiálních webových stránek. Krátce před vydáním alba samotného odvysílala stanice Planet Rock hodinový dokument obsahující rozhovory se členy skupiny a několik písní z alba.
Debutové album Black Country oficiálně vyšlo v Evropě 20. září 2010 a o den později v Severní Americe. V den evropského vydání alba skupina odehrála svůj první oficiální koncert v John Henry Rehearsal Studios v Londýně před přibližně 75 až 100 diváky. Vystoupení bylo živě odvysíláno na Planet Rock a 24. září pak v repríze. Albu se ve Spojeném království dostalo velkého komerčního úspěchu a umístilo se na třinácté příčce hitparády UK Albums Chart a na prvním místě v UK Rock Chart. Ve Spojených státech amerických se na žebříčku Billboard 200 vyšplhalo nejvýše na 54. příčku. Album získalo pozitivní recenze také od kritiků. Obdrželo například čtyři hvězdičky od webu Allmusic, stejně jako od časopisu Mojo. Na podporu debutového alba skupina neodehrála žádné turné; na konci roku vystoupila pouze na dvou koncertech konaných ve Wolverhampton Civic Hall, respektive Shepherds Bush Empire. Koncem roku 2010 označili skupinu posluchači rozhlasové stanice Planet Rock za skupinu roku. V hlasování tak tato nová skupina pokořila i zavedené soubory typu Iron Maiden a Muse. Rovněž Black Country Communion získala ocenění v kategorii nejlepších nových skupin, kde za nimi zůstali například The Union či The Gaslight Anthem.

### Druhé album a koncertování (2010–2012)
O svém druhém albu začali členové skupiny mluvit již počátkem října 2010, necelý měsíc po vydání debutu, kdy Bonham prohlásil, že v lednu 2011 skupina začne na druhém albu pracovat. Nedlouho poté stejné prohlášení uvedl i Hughes, který později (v prosinci 2010) uvedl, že již má napsaných devět písní pro nadcházející album. Během nahrávání alba v lednu 2011 kapela oznámila, že jej vydá v červnu toho roku a ve stejné době se také vůbec poprvé vydá na velké turné. Název alba, který zní jednoduše 2, jeho datum vydání, seznam skladeb spolu s obalem představila skupina v březnu 2011.

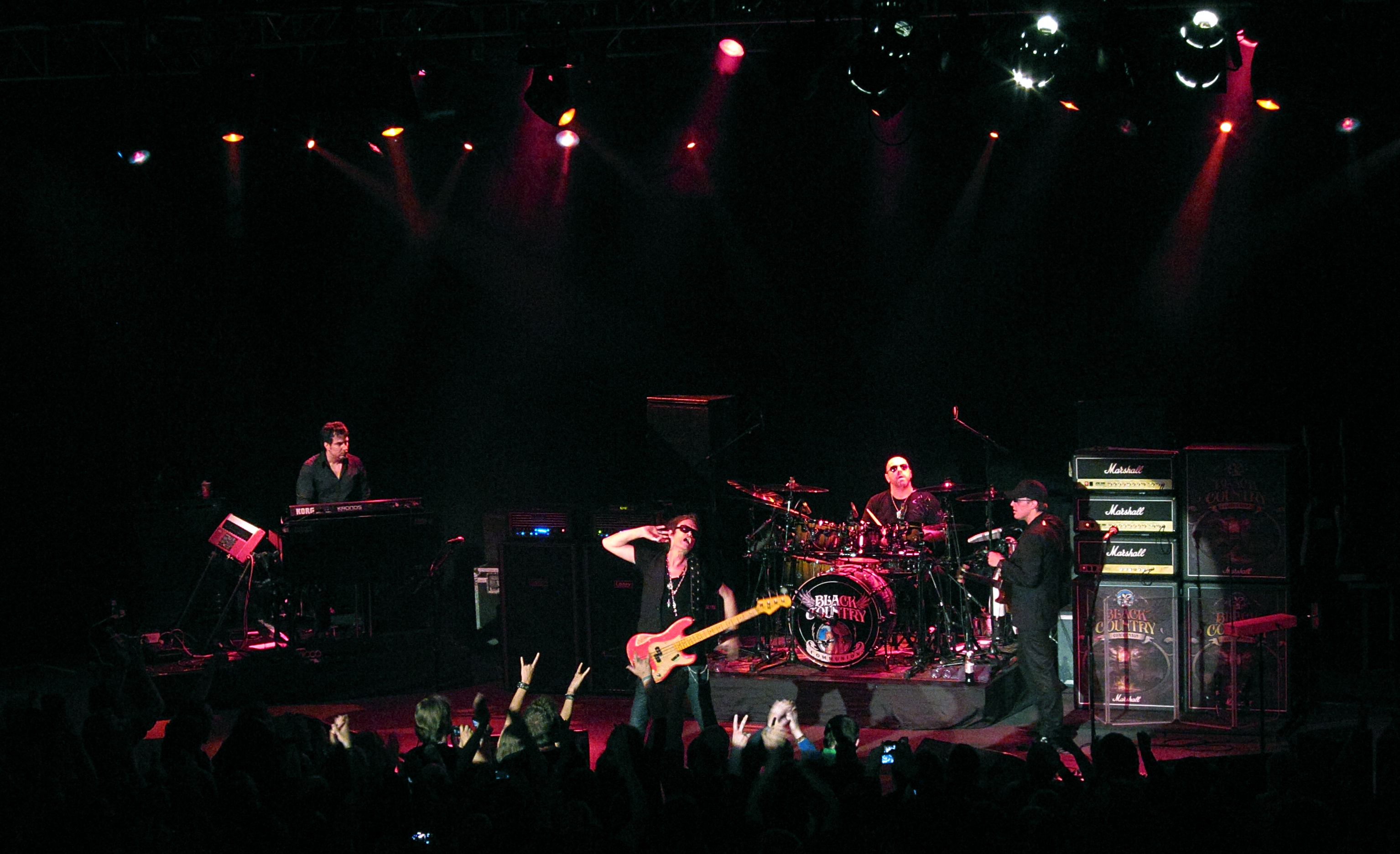
Black Country Communion

První zveřejněnou písní z alba byla v květnu 2011 „The Outsider“, kterou si opět mohli fanoušci bezplatně stáhnout z oficiálních webových stránek skupiny. Následovala píseň „Man in the Middle“, ke které byl natočen také vůbec první videoklip této skupiny představený 6. června 2011. Album vyšlo 13. června v Evropě a o den později v Severní Americe. Během prvního týdne se jej jen ve Spojených státech amerických prodalo více než osm tisíc kusů, což byl lepší výsledek než u debutu, kterého se během stejné doby prodalo něco málo přes sedm tisíc. Naopak v hitparádě Billboard 200 se umístilo až na 71. příčce. V UK Albums Chart obsadilo 23. pozici, ale v UK Rock Albums Chart se opět vyšplhalo až na první místo.
V rámci propagace alba skupina během června a července odehrála turné po evropských státech, a to ve Španělsku, Německu, Nizozemsku a Spojeném království. Jako předkapela se při turné představila skupina Michael Schenker Group. Vedle evropských vystoupení koncertovala Black Country Communion ještě na sedmi vystoupeních v šesti státech USA. Během srpna 2011 skupina přislíbila vydání dokumentárního snímku nazvaného Live Over Europe zachycujícího její evropské koncerty. Po dvou měsících svůj slib splnila a 24. října záznam vydala na DVD následovaný 15. listopadu na Blu-ray. V listopadu 2011 označil skupinu časopis Classic Rock za průlomovou skupinu roku. Po zbytek roku 2011 až do počátku roku 2012 Hughes občasně vystupoval na různých akcích s vlastní skupinou a začal také pracovat na svém dalším sólovém albu. Bonamassa rovněž pokračoval v koncertování se svou skupinou a nahrál album Driving Towards the Daylight. Sherinian během tohoto období vydal vlastní album Oceana a odehrál též vlastní turné a Bonham vystupoval s kapelou Led Zeppelin Experience.

### Třetí album a rozpad (2012–2013)

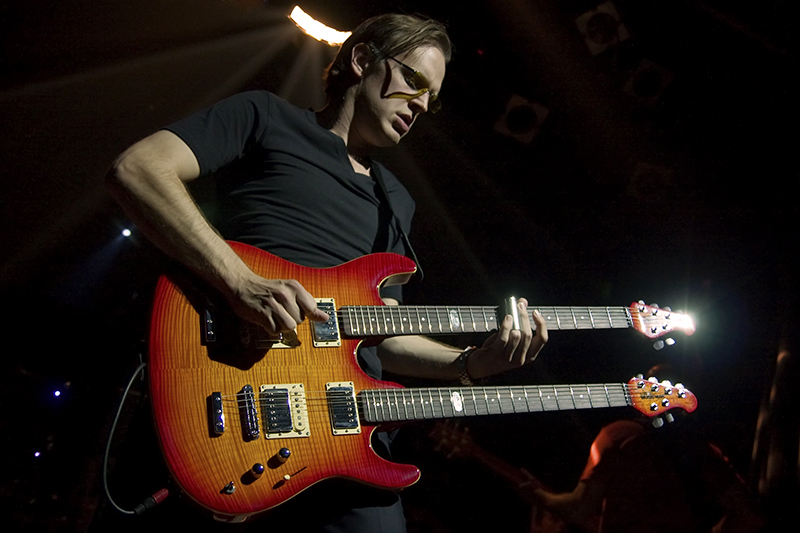
Joe Bonamassa

V lednu 2012 skupina oznámila, že se chystá v červnu do studia k nahrání nástupce alba 2, které plánuje vydat později v tomto roce. První uveřejněná skladba z alba nesla název „Confessor“ a stejně jako u předchozích alb byla i tato dostupná přes oficiální internetové stránky skupiny, kde si ji mohli zájemci od 19. září 2012 volně stáhnout. Třetí album skupina nazvala Afterglow a vyšlo dne 29. října 2012 v Evropě, a jak již bylo zvykem u předchozích alb, o den později i v Severní Americe. Přestože skupina neplánovala žádné turné na podporu alba, přesto přislíbila alespoň jeden koncert ve Wolverhampton Civic Hall na 5. ledna 2013. Později však oznámila, že koncert kvůli „nepředvídaným okolnostem“ ruší. To mimo jiné přispělo k obavám o budoucnost kapely. Shirley se den po zrušení koncertu fanouškům skupiny omluvil.
Glenn Hughes v srpnu 2012 zapochyboval o budoucnosti skupiny po vydání alba Afterglow, které podle něj „mohlo být“ posledním albem skupiny. Rovněž obvinil Bonamassu, že má málo času na Black Country Communion, neboť stále vystupuje se svou vlastní skupinou. Dne 13. března 2013 Joe Bonamassa avizoval svůj odchod ze skupiny. O deset dní později, dne 23. března 2013, Glenn Hughes oficiálně potvrdil rozpad skupiny kvůli tomu, že Bonamassa skupině nedovolil pokračovat pod svým dosavadním názvem. Rovněž řekl, že pravděpodobně v budoucnu bude ve spolupráci s Bonhamem a Sherinianem pokračovat, ale v jinak pojmenovaném uskupení. V srpnu toho roku Sherinian nastoupil do doprovodné skupiny Joea Bonamassy. V roce 2014 Hughes a Bonham s kytaristou Andrewem Wattem založili skupinu California Breed. Bonham zanedlouho z této skupiny odešel, nakrátko jej sice nahradil Joey Castillo, ale v lednu 2015 kapela oznámila svůj rozpad.

### Reunion (od 2016)
V dubnu 2016 bylo oznámeno, že skupina bude následujícího roku obnovena. V září 2017 kapela vydala své čtvrté album s názvem BCC IV. Jeho producentem byl opět Kevin Shirley.

## Styl
Styl skupiny Black Country Communion byl často označován za směs různých druhů zvuku a vlivů. Zvláštní význam měla přisuzovánu kombinace bluesrocku (pocházející především od Bonamassy a jeho vzorů) a klasického rocku (pocházející od Hughesovy předchozí práce s Deep Purple a Black Sabbath a práce Bonhamova otce s Led Zeppelin). V recenzích na druhé album skupiny kritici, například Eduardo Rivadavia a Paul Cole, často přirovnávali zvuk kapely ke skupině Led Zeppelin. Baskytarista a zpěvák Glenn Hughes o své skupině prohlásil, že jde o „rock and roll v pravém slova smyslu“.

## Diskografie
Studiová alba
- Black Country (2010)
- 2 (2011)
- Afterglow (2012)
- BCC IV (2017)
- BCC V (2024)